# Bojano (województwo pomorskie)
Bojano (dodatkowa nazwa w j. kaszub. Bòjano, niem. Bojahn – wieś kaszubska w Polsce, położona w województwie pomorskim, w powiecie wejherowskim, w gminie Szemud, przy drodze wojewódzkiej nr 218 w pasie Wzgórz Chwaszczyńskich.
Od początku XXI wieku wieś przeżywa okres rozkwitu. Swoje domy budują tutaj mieszkańcy Gdyni, co jest przyczyną utrwalania się nazwy „sypialnia Gdyni”. Połączenie z Gdynią umożliwiają autobusy komunikacji miejskiej (linia nr "191").
We wsi istnieją dwie przychodnie (specjalistyczna i podstawowa opieka zdrowotna), klinika weterynaryjna, prywatne przedszkole, szkoła podstawowa, okręgowa stacja kontroli pojazdów, supermarket, siłownia i sala gimnastyczna.

## Integralne części wsi
| SIMC    | Nazwa       | Rodzaj    |
| ------- | ----------- | --------- |
| 0175136 | Czarna Góra | część wsi |
| 1015430 | Głodowo     | część wsi |
| 1015794 | Syberia     | część wsi |
| 1015819 | Świni Rów   | część wsi |

## Historia
Obszar Bojana zasiedlony był prawdopodobnie już w okresie mezolitu (8400-4200 p.n.e.), a na pewno w neolicie (4200-1700 p.n.e.). Z dużym prawdopodobieństwem można stwierdzić występowanie na terenie Bojana ludności kultury amfor kulistych (2700-2000 p.n.e.). Znaleziono tu płyty kamienne pochodzące z megalitycznego grobowca. Odkryto tu także cmentarzysko płaskie grupa wschodniopomorskiej (kaszubskiej) kultury łużyckiej datowane na ok. 1000 p.n.e. oraz aż 4 stanowiska kultury wschodniopomorskiej (500-125 p.n.e.). W 1891 roku odkryto na terenie wsi skarb składający się z pięknych naramienników i nagolennika oraz szpil z brązu. Rejestrowane są też liczne groby skrzynkowe zawierające popielnice twarzowe oraz ozdoby z brązu.
Bogate ślady osadnictwa na terenie Bojana pochodzą także ze średniowiecza. Najstarsze źródło pisane o Bojanie pochodzi z 1311 roku. W dokumencie z tego okresu i w innym z 1402 nazwę wsi zapisano jako Bojan. Na początku XIV wieku Bojano było wsią czynszową i należało do krzyżackiego obwodu leśnego (1311 rok). W 1340 i w XV wieku wieś rządziła się prawem polskim. W XV wieku liczyła 15 gospodarstw. Później przeszła na prawo niemieckie i zarządzał nią sołtys. Oprócz majątku sołeckiego w skład wsi wchodziło kilkanaście gospodarstw chłopskich. W 1472 roku dochody z Bojana należały do sekretarza miasta Gdańska Jana Lindowa i rajcy Jerzego Bocka. Wykaz z 1570 wymienia we wsi Bojan ponownie 15 gospodarstw, a ponadto karczmę, ogrodnika i węglarza. Dzierżawcą Bojana był wtedy Ludwik Wenden. Nad przepływającą przez Bojano rzeczką Kaczą znajdowało się wiele młynów. W 1438 roku odnotowano, że w nieistniejącej osadzie Schoenfliss znajdował się „od wieków” młyn wodny. Niestety, jak dotąd, lokalizacja tej osady jak i samego młyna jest nieznana.
Wieś królewska Bojan położona była w II połowie XVI wieku w powiecie gdańskim województwa pomorskiego.
W dwudziestoleciu międzywojennym w II RP. W latach 1939–1945 pod okupacją Rzeszy Niemieckiej. W roku 1942 administracja niemiecka nadała miejscowości nową nazwę Blücherode. W trakcie badań archeologicznych przeprowadzonych na terenie wsi (w jej północno- wschodniej części) odkryto pozostałość stanowiska strzeleckiego z czasów II wojny światowej z łuskami amunicji 7,62 × 25 mm (typ Tokariew).
W latach 1975–1998 miejscowość administracyjnie należała do województwa gdańskiego.

### Szkoła w Bojanie
Szkoła w Bojanie należy do najstarszych w okolicy, po Koleczkowie. Pierwszy budynek szkolny, jak podaje kronika tej placówki oświatowej, wybudowano z inicjatywy dworu w 1773 r. Była to mała szkółka, kryta strzechą, z jedną salą lekcyjna o powierzchni 25 m². W 1887 r., do szkoły uczęszczało 83 uczniów. Szkołę stopniowo rozbudowywano i modernizowano. Gliniane mury i podłogi zastąpiono cegłą paloną. Później na podłogi włożono deski, a słomę na dachu zastąpiono trzciną. W latach 1895–1906 nauczycielem kierującym szkołą był Józef Daczkowski. W 1910 r. po kapitalnej przebudowie szkoła w Bojanie stała się budynkiem piętrowym. W owym budynku wygospodarowano dwie sale lekcyjne po 54 m² każda oraz dwa mieszkania nauczycielskie. Od tego czasu szkoła była dwuklasówką, uczącą cztery oddziały łączone, to znaczy klasa I i II oraz klasy III i IV. Po odzyskaniu niepodległości w 1920 r. kierownictwo szkoły w Bojanie powierzono Bernardowi Borkowiczowi, po nim w 1925 roku kierownikiem szkoły został mianowany Feliks Ciepłuch, który zginął 22 marca 1940 roku w obozie Stutthof. W czasie okupacji hitlerowskiej był okres że szkoła z braku nauczyciela była nieczynna. Lekcje uruchomiono według niemieckiego programu. Naukę prowadził folksdojcz z Łodzi Brener, po jego powołaniu do wojska, panna Ruth, a później córka Niemca Raascha.
W pierwszym roku po wojnie szkoła w Bojanie była nieczynna. Budynek szkolny był zniszczony działaniami wojennymi. W drugiej połowie 1946 prowizoryczne zajęcia prowadzono w budynku Franciszka Schütza, funkcję kierownika szkoły przyjął nauczyciel Bernard Rohde. Po półtora roku zastąpił go Stefan Ropel. W roku 1947 przystąpiono do odbudowy zniszczonego przez działania wojenne budynku szkolnego. Odbudowę prowadzono etapami przy znacznym wkładzie robocizny i pieniędzy miejscowej ludności. W 1949 r. odbudowano dom gospodarczy, a w rok później wykonano ogrodzenie obiektu szkolnego od strony ulicy. W roku 1951/52 szkoła w Bojanie stała się szkołą siedmioklasową. Rozbudowę budynku szkolnego zakończono 14 grudnia 1953 r. W roku szkolnym 1955/56 nastąpiła kolejna zmiana na kierowniczym stanowisku w szkole. Odszedł Stefan Ropel, jego miejsce na krótko zajął Jerzy Trepczyk, którego wkrótce zmienił Franciszek Makowski. Od 1 września 1959 roku kierownictwo w szkole przejął Bolesław Bork. Szkoła w Bojanie stała się z dniem 1 września 1972 roku filią szkoły w Koleczkowie. Na miejscu pozostały początkowo 4, a później 3 klasy nauczania początkowego. W roku 1984 r. dotychczasowy dyrektor przeszedł na emeryturę, funkcję dyrektora przejęła jego córka Barbara Tomaszewska, która opuściła Polskę w 1989 r. Od 1990 roku szkołą w Bojanie kieruje Danuta Hefta. W tym czasie zwiększyła stopień organizacyjny szkoły do ośmiu klas. W 1999 roku wprowadzona została reforma oświaty, powstały gimnazja. W dniu 1 września 1999 roku Szkoła Podstawowa w Bojanie wprowadziła się do nowego obiektu. 28 maja 2009 roku odbyło się oficjalne nadanie gimnazjum imienia Roberta Schumana. Od 1 lutego 2012 roku połączono szkołę podstawową z gimnazjum i razem stanowią Zespół Szkół w Bojanie. Dyrektorką zespołu szkół została mgr Danuta Hefta.
W Bojanie istnieje również młodzieżowa orkiestra dęta strażacka, która od kilku lat przyjmuje nowych uczniów.
Aktualnie szkoła jest bardzo duża i uczęszcza do niej ponad 700 uczniów.